# Мірославиці (Західнопоморське воєводство)
Мірославиці (пол. Mirosławice, нім. Gumminshof) — село в Польщі, у гміні Тшеб'ятув Ґрифицького повіту Західнопоморського воєводства.
Населення — 280 осіб (2011).
У 1975-1998 роках село належало до Щецинського воєводства.

## Демографія
Демографічна структура станом на 31 березня 2011 року:
|          | Загалом | Допрацездатний вік | Працездатний вік | Постпрацездатний вік |
| -------- | ------- | ------------------ | ---------------- | -------------------- |
| Чоловіки | 144     | 30                 | 105              | 9                    |
| Жінки    | 136     | 28                 | 86               | 22                   |
| Разом    | 280     | 58                 | 191              | 31                   |